# Polühümnia

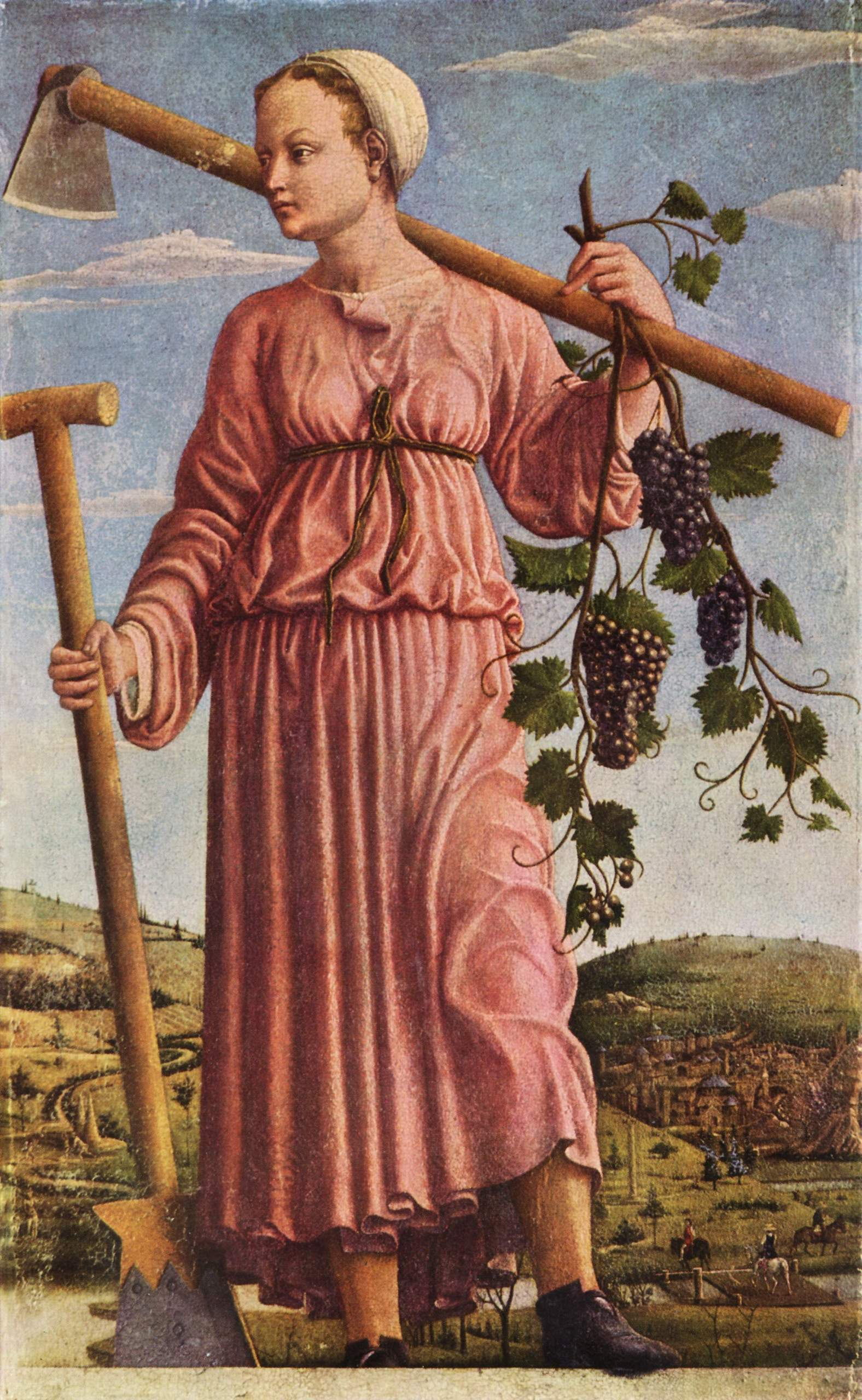
Francesco del Cossa: Polühümnia, 1455-1460

Polühümnia („himnuszokban bővelkedő”) a görög mitológia istennője, a vallási, himnikus és elégiaköltészet, továbbá a pantomim múzsája. Nyolc nővérével együtt Zeusz főisten és Mnémoszüné, az emlékezés istennőjének lánya.
Igen komoly, tekintélyes nő – töprengő, meditatív alakját gyakorta ábrázolták  hosszú palástban, fátyollal, amint elgondolkodó tekintettel áll és ujját a szája elé emeli. Dicsőséget és halhatatlan hírnevet hoz a költőknek. Polühümniát néhány forrás a geometria, a meditáció és a mezőgazdaság múzsájaként is megemlíti.